# واراز سامولیان
وارازدات سامولی "واراز" سامولیان (ارمنی: Վարազդատ Սամվելի "Վարազ" Սամվելյան؛ ۱۹۱۷ – ۷ نوامبر ۱۹۹۵) یک نویسنده، نقاش و مجسمه‌ساز اهل ارمنستان بود.

## زندگی‌نامه
والدین وی از نجات‌یافتگان نسل‌کشی ارمنی‌ها بودند. وی در سال ۱۹۱۷ میلادی در ایروان به دنیا آمد. وی در فرانسه اسکان گزید. سامولیان در پاریس به همراه نقاشان برجسته ای همچون اتون فریس، آندره لوته و فرنان لژه آموزش دید. در زمان جنگ جهانی دوم زندانی آلمان نازی بود. وی در ۷ نوامبر ۱۹۹۵ در سن ۷۸ سالگی در فرزنو، کالیفرنیا درگذشت.

## کتابشناسی
- Willie and Varaz: memories of my friend William Saroyan (۱۹۸۵)
- A history of Armenia and my life: writing and drawing (۱۹۷۸)
- Circus: 96 water colors (۱۹۸۰)
- Neutron bomb and what is art (۱۹۷۸)